# Hometown EP
Hometown EP – minialbum Madisa, wydany 4 września 2020. Promowały go single  "Cracow Sunset”, wydany 27 sierpnia 2020, do którego został wydany klip wideo nakręcony na statku podczas rejsu po Wiśle wzdłuż Wawelu oraz „Ironworks” (wydany 4 grudnia 2020). Album został wydany na fizycznych nośnikach CD i winylu oraz w wersji cyfrowej. Wersja na winylu posiada kolor pomarańczowy, symbolizujący zachodzące Słońce, wydano ją w ilości 1000szt (nienumerowanych).
Inspirowany jest rodzinnym miastem Madisa – Krakowem. W utworze „St. Mary’s Trumpeter” można usłyszeć odgłosy z Rynku Krakowskiego takie jak przejeżdżające dorożki, wzbijające się w powietrze gołębie czy gwar ludzki oraz fragment Hejnału Mariackiego. Z kolei „Ironworks” zawiera prawdziwe odgłosy z Huty im. Tadeusza Sendzimira.
Do czterech pierwszych utworów, traktujących o życiu w Krakowie, dodane zostały trzy skomponowane we wcześniejszym okresie, w tym single „Desert Of Lost Souls” i „Nightwalk”.

## Lista utworów
1. "St. Mary’s Trumpeter" – 10:08
2. "Cracow Sunset" – 4:51
3. “Ironworks" – 4:32
4. "Hometown" – 4:25
5. "Desert Of Lost Souls" – 9:33
6. "Nightwalk" – 4:55
7. "Ocean Rain" – 8:25